# Matthew Nielsen

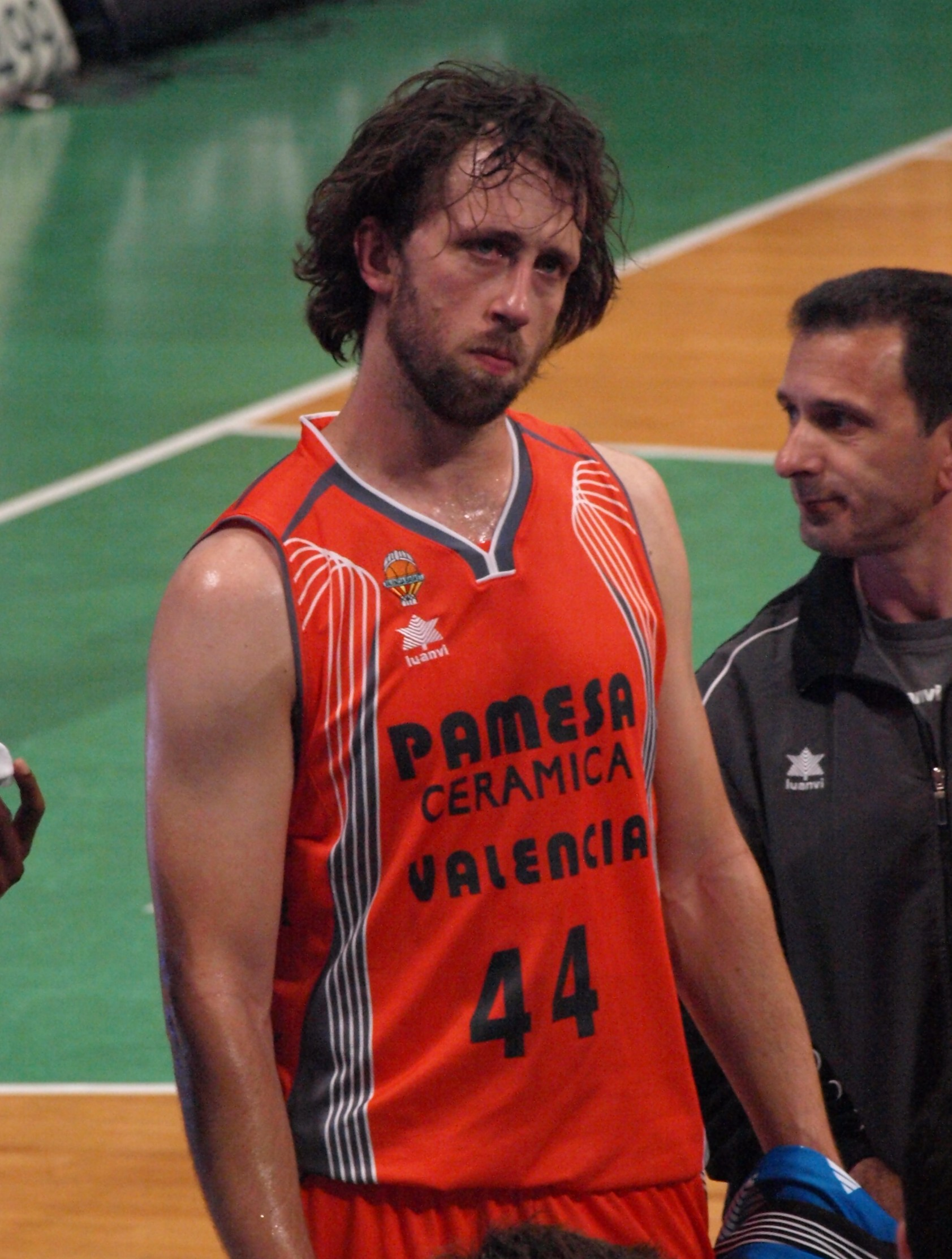
Matthew Nielsen

Matthew "Matt" Nielsen (Penrith, 3 de Fevereiro de 1978) é um basquetebolista profissional australiano, atualmente joga no Pamesa Valencia.